# Władysław Koba
Władysław Antoni Koba, nazwisko konspiracyjne „Marcin Gruda”, pseudonimy: „Marcin”, „Rak”, „Tor”, „Żyła” (ur. 8 stycznia 1914 w Jarosławiu, zm. 31 stycznia 1949 w Rzeszowie) – kapitan Wojska Polskiego i Armii Krajowej, działacz WiN.

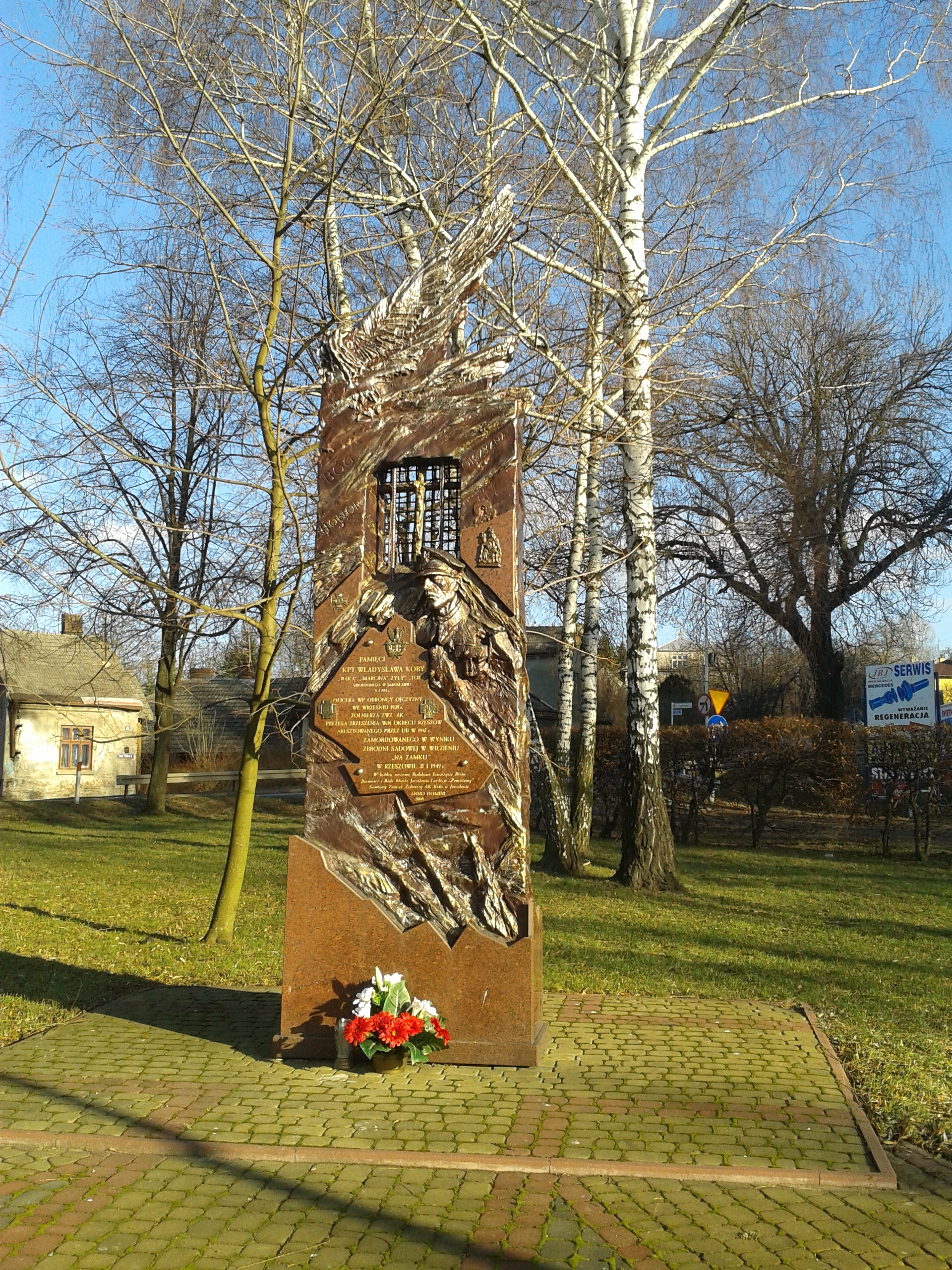
Pomnik pamięci kpt. Władysława Koby (róg ulicy Cegielnianej i Jana Pawła II w Jarosławiu)

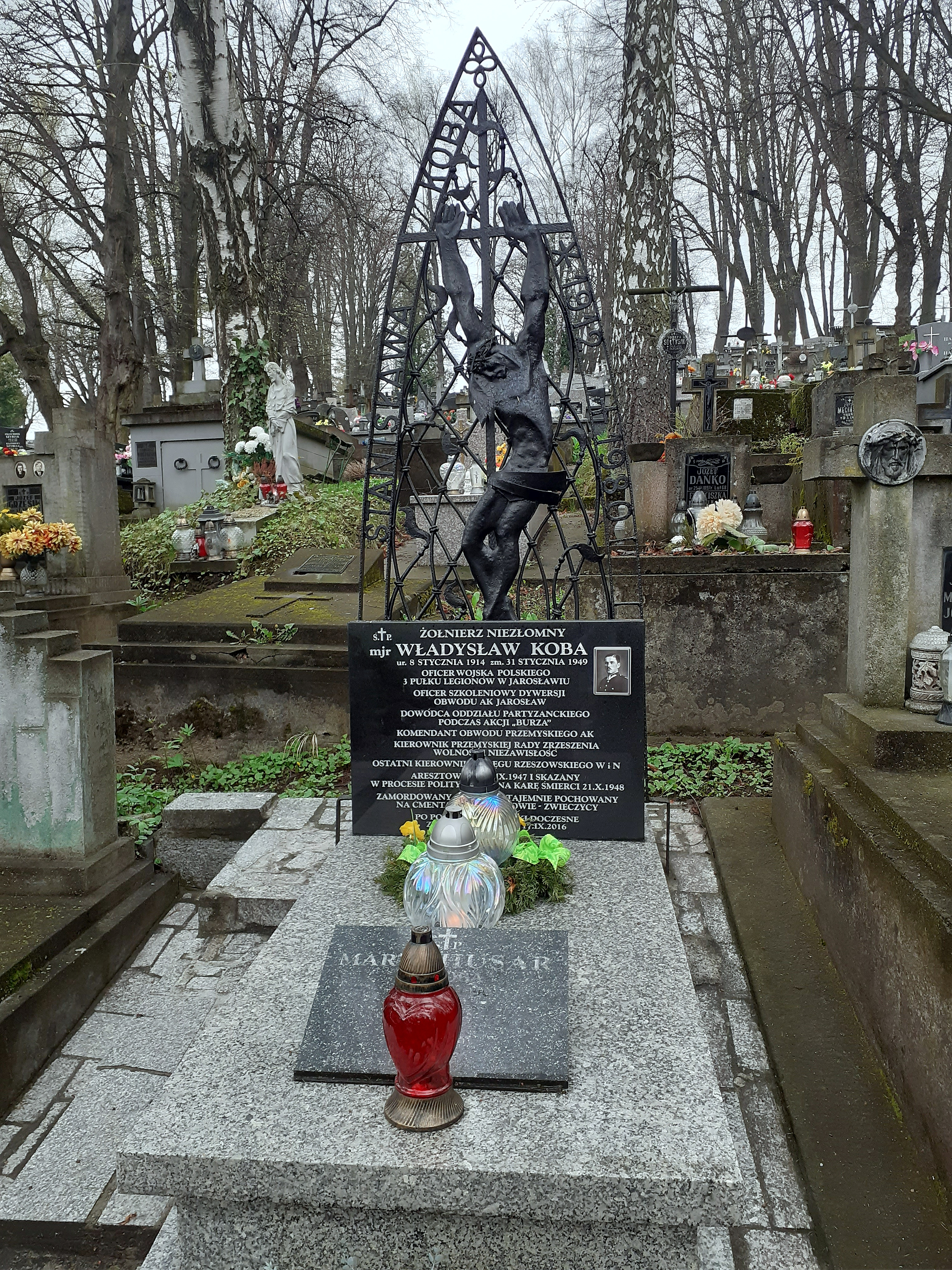
Nagrobek Władysława Koby

## Życiorys
Syn Józefa i Rozyny z domu Pacak, jako ich siódme dziecko. Jednym z jego braci był Roman Koba. Pochodził z rodziny mieszczańsko-kupiecko-rzemieślniczej o tradycjach patriotycznych. 31 maja 1932 zdał maturę w II Gimnazjum im. Augusta Witkowskiego w Jarosławiu.
W 1933 został przyjęty do Szkoły Podchorążych Piechoty w Komorowie. Szkołę ukończył w 1935 z dziewiątą lokatą. Został awansowany do stopnia podporucznika ze starszeństwem z dniem 15 października 1935. W 1938 otrzymał awans do stopnia porucznika. Po ukończeniu podchorążówki, aż do wybuchu wojny we wrześniu 1939 służył jako oficer służby stałej piechoty w 3 pułku piechoty Legionów w Jarosławiu.
W szeregach tego pułku, jako dowódca kompanii, uczestniczył w kampanii wrześniowej 1939. 5 września 1939 walczył w rejonie Sieradza i Lucjanowa, 8 września pod Wolą Cyrusową. 9 września jego kompania, jako straż tylna pułku, stoczyła ciężki bój z Niemcami pod Przyłękiem. Po walkach na osi Pogroszew, Umiastów i Ożarów, wraz z resztkami I i II batalionu 3 pułku piechoty Legionów wycofał się w rejon Modlina i brał udział w obronie twierdzy, aż do kapitulacji Armii „Modlin”. Za męstwo, rozkazem z dnia 16 września 1939, został odznaczony Krzyżem Walecznych. Po kapitulacji Modlina został osadzony w obozie jeńców Soldau (KL) (Stalag II Soldau), z którego zwolniono go z obowiązkiem meldowania się u władz niemieckich w miejscu zamieszkania.
W grudniu 1939 wrócił do Jarosławia i zameldował się w Ortskommando, podając fikcyjny adres zamieszkania, co spowodowało konieczność ukrywania się. Początkowo ukrywał się u kolegi z lat szkolnych w Jagielle k. Przeworska, następnie w Kańczudze i Pruchniku. Jesienią 1939 podjął działalność konspiracyjną w SZP. W grudniu 1939 został zaprzysiężony w SZP-ZWZ przez Józefa Cwynara ps. „Jedynak”, dowódcę placówki Jarosław-Miasto. Początkowo był przydzielony do tej placówki, a następnie do placówki ZWZ-AK Pruchnik. Organizował i szkolił plutony ZWZ-AK na terenie Obwodu Jarosław. Od 1943 był dowódcą plutonu dywersyjnego Obwodu AK Jarosław i oficerem dywersji Obwodu. Zorganizował wiele akcji zbrojnych i dywersyjnych, w których sam również brał udział. W czerwcu 1944, jako dowódca plutonu i oficer szkoleniowy, uczestniczył w Zgrupowaniu Partyzanckim 39 pułku piechoty AK, dowodzonym przez kpt. Ernesta Wodeckiego ps. „Szpak”. W lipcu 1944 dowodził plutonem w Zgrupowaniu Partyzanckim kpt. Wojciecha Szczepańskiego ps. „Julian”. Po zajęciu w lecie 1944 Rzeszowszczyzny przez Armię Czerwoną był poszukiwany przez UB i NKWD. 1 września 1944 pluton partyzancki dowodzony przez niego został rozwiązany rozkazem Komendanta Obwodu AK Jarosław kpt. „Juliana”. Rozkazem Komendy Głównej AK, podpisanym przez płk. Jana Rzepeckiego, został awansowany do stopnia kapitana ze starszeństwem z dniem 11 listopada 1944. Jesienią 1944 został przeniesiony do Obwodu AK Przemyśl, gdzie 4 stycznia 1945 objął funkcję adiutanta Komendy Obwodu. W Przemyślu przyjął pseudonim „Żyła”.
W 1945, po rozwiązaniu AK objął funkcję Komendanta Obwodu Przemyśl organizacji „NIE”, a następnie, aż do jej rozwiązania, był komendantem Obwodu Przemyśl DSZ. W Przemyślu występował pod nazwiskiem „Marcin Gruda” i pracował jako księgowy w biurze drogowym PKP. Od chwili powołania Zrzeszenia „Wolność i Niezawisłość” we wrześniu 1945 do wiosny 1946 był kierownikiem Rady WiN Przemyśl, a od wiosny do października 1946 Rejonu Przemyskiego WiN (kryptonim „Wschód”) w Okręgu Rzeszowskim. W październiku 1946 został przeniesiony do Komendy Rzeszowskiego Okręgu WiN. Do maja 1947 był zastępcą kierownika (prezesa) Okręgu WiN. 4 maja 1947 został mianowany kierownikiem Rzeszowskiego Okręgu WiN, którą to funkcję pełnił do dnia aresztowania.
26 września 1947 został aresztowany w Przemyślu przez funkcjonariuszy rzeszowskiego WUBP. Wyrokiem WSR w Rzeszowie 21 października 1948 został skazany na karę śmierci, utratę praw publicznych, obywatelskich i honorowych na zawsze oraz przepadek mienia. 5 stycznia 1949 NSW w Warszawie na rozprawie niejawnej utrzymał w mocy wyrok śmierci. Bolesław Bierut decyzją z 23 stycznia 1949 nie skorzystał z prawa łaski. 31 stycznia 1949 o godz. 20:30 wyrok wykonano w więzieniu na Zamku Lubomirskich w Rzeszowie. Ciało pochowano na cmentarzu w Zwięczycy w Rzeszowie w zbiorowej mogile.
5 lutego 1992 Sąd Warszawskiego Okręgu Wojskowego wydał postanowienie stwierdzające nieważność wyroku WSR w Rzeszowie z 21 października 1948 oraz postanowienia NSW w Warszawie z 5 stycznia 1949.
Żonaty od 15 czerwca 1940 ze Stanisławą Oleszko, nauczycielką (1912–1980). Miał dwoje dzieci: córkę Martę (1941–1990) i syna Wojciecha.
W dniu 3 maja 2008 Prezydent RP Lech Kaczyński odznaczył Władysława Kobę pośmiertnie Krzyżem Komandorskim z Gwiazdą Orderu Odrodzenia Polski.
25 maja 2008 w Jarosławiu odsłonięto Pomnik Pamięci Kapitana Władysława Koby. Jednym z zaangażowanych w jego powstanie był Bogusław Nizieński, podkomendny Władysława Koby w plutonie w 1944 roku.
We wrześniu 2016 został pośmiertnie awansowany na stopień majora. Szczątki W. Koby odnalezione przez zespół IPN prof. Krzysztofa Szwagrzyka spoczęły 17 września 2016 w rodzinnym grobie na cmentarzu komunalnym Zasanie w Przemyślu.

## Ordery i odznaczenia
- Krzyż Komandorski z Gwiazdą Orderu Odrodzenia Polski (pośmiertnie)
- Krzyż Walecznych - dwukrotnie (1939 i 1944)
- Srebrny Krzyż Zasługi z Mieczami (pośmiertnie)
- Krzyż Armii Krajowej – (pośmiertnie)
- Medal Wojska - czterokrotnie (pośmiertnie)
- Krzyż WiN (pośmiertnie)